# Kanton und Enderbury
Kanton und Enderbury mit den Atollen Kanton und Enderbury im nordöstlichen Bereich der Phoenixinseln war ein gemeinsames Kondominium des Vereinigten Königreichs und den Vereinigten Staaten. Das Kondominium entstand, weil beide Staaten seit Mitte des 19. Jahrhunderts die Atolle beansprucht hatten, ohne sich einigen zu können. Es bestand vom 6. April 1939 bis zum 12. Juli 1979, als es Teil des Staates Kiribati wurde.